# Sarkophag der Chrodoara
Koordinaten: 50° 32′ 55,8″ N, 5° 19′ 4,3″ O

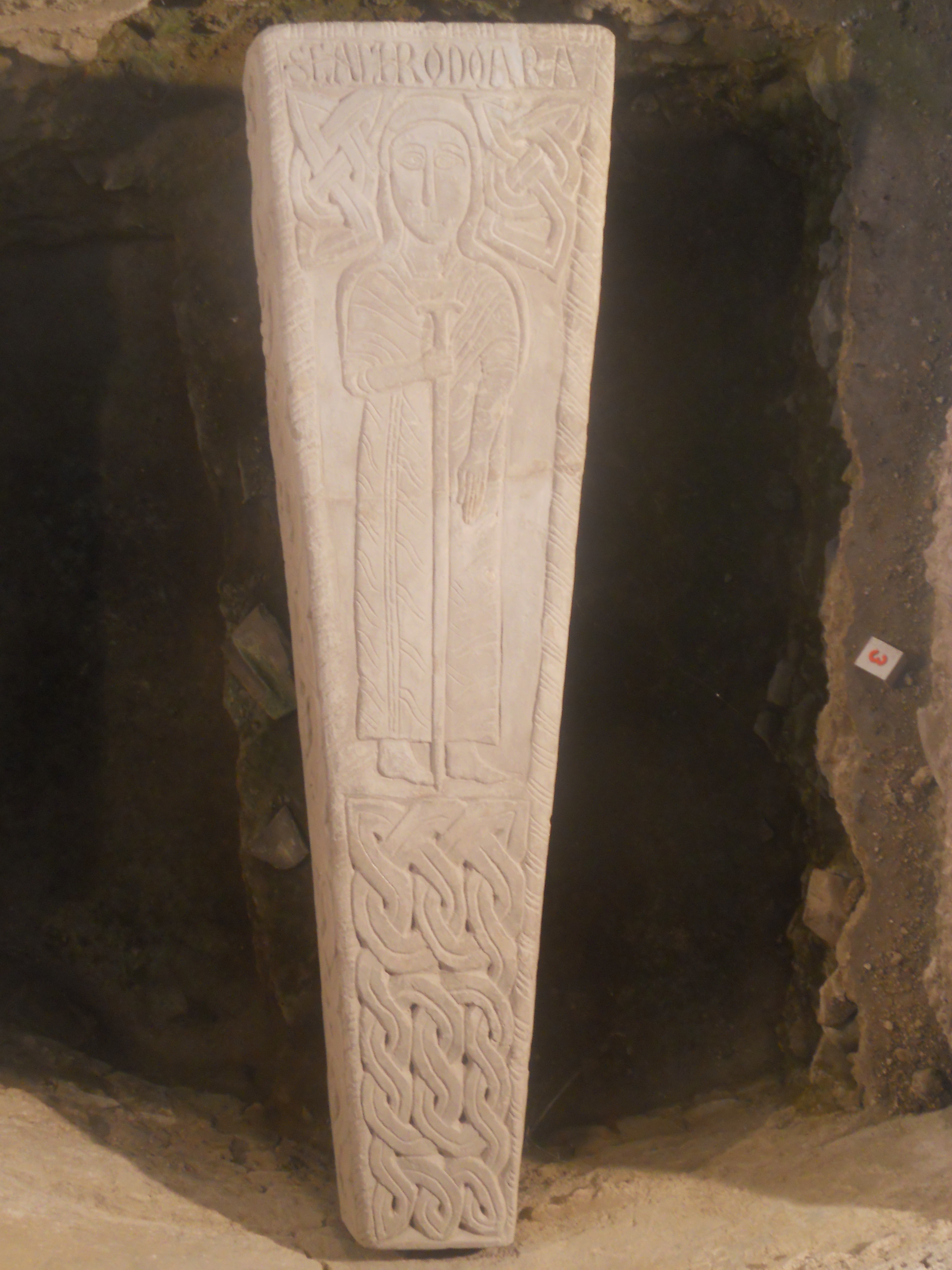
Sarkophag der Chrodoara

Der leere Sarkophag der Chrodoara, auch Oda von Amay, wurde 1977 bei archäologischen Ausgrabungen im Chor der romanischen Stiftskirche Saint-Georges in der belgischen Stadt Amay an der Maas unweit von Lüttich in etwa drei Metern Tiefe gefunden. Der trapezförmige Sarkophag aus Sandstein mit einem einfachen Corpus und einem reich verzierten Deckel stammt nach Einschätzung der Experten aus dem 6. bis 8. Jahrhundert n. Chr. und gilt als bedeutendes Kunstwerk der merowingischen Epoche.
Der Sarkophag misst 1,84 m in der Länge. In der Breite verjüngt er sich von 60 cm am Kopf- auf 30 cm am Fußteil. Auch in der Höhe verjüngt er sich von 40 cm am Kopf- auf 20 cm am Fußteil. Der Deckel des Sarkophags zeigt inmitten reicher Ornamente das Porträt einer Frau, bei der es sich laut der Beischrift am Kopfteil SCA CHRODOARA (Übersetzung: Hl. Chrodoara) um Chrodoara handelt. Dargestellt ist sie als Äbtissin mit einem Abtsstab in der Hand. Die Seiten des Deckels sind mit Ornamenten verziert. Eine ausführlichere Inschrift an der hinteren Kopfseite des Deckels beschreibt die bestattete Dame näher:

“+ CHRODOARA NUBELIS
MAGNA ET INCLITIS
EX SUA SUBSTANCIA
DICTAVIT SANCTOARIA +”

„Chrodoara die Adlige
großherzig und günstig
aus ihrem eigenen Vermögen
stiftete sie Heiligtümer.“

Die Entdeckung war Anlass für eine sorgfältige Überprüfung der Quellen, die es zu dieser Familie gibt:
- In dem 634 verfassten Testament des Adalgisel Grimo erwähnt dieser, dass seine Tante, deren Name nicht genannt wird, in der Kirche Saint-Georges von Amay bestattet sei. Es ist die älteste Nennung der Kirche Saint-Georges in Amay und einer darin beigesetzten Adligen.
- In der Weltchronik des Sigebert von Gembloux vom Beginn des 12. Jahrhunderts wird der Ehefrau des Herzogs Boggis von Aquitanien, der heiligen Oda von Amay, zum Jahr 711 gedacht.[1] Das Jahr 711 bei Sigebert ist allerdings zu spät angesetzt, wie der Vergleich mit weiteren Nachrichten über Boggis und Oda lehrt.
- Eine ausführlichere Quelle, die Vita Landiberti episcopi Traiectensis (Vita des Bischofs Lambert von Maastricht) des Kanonikers Nikolaus aus dem 12. Jahrhundert, beschreibt Herzog Boggis von Aquitanien und seine Witwe Oda von Amay näher,[2] Oda als amita, d. h. als Lamberts Tante väterlicherseits, die aus ihrem Vermögen Kirchen gestiftet habe.
- Die um 1245 verfasste Vita sanctae Odae vidua (das Leben der hl. Witwe Oda) überliefert gleichfalls, dass sie die Ehefrau des Herzogs Boggis gewesen sei. Nach dem frühen Tod ihres Mannes habe sie den Schleier abgenommen und als Witwe aus ihrem Vermögen auf ihren Gütern mehrere Kirchen gestiftet, darunter die Stiftskirche Saint-Georges in Amay, wo sie nach ihrem Tod beigesetzt worden sei und besondere Verehrung genossen habe.

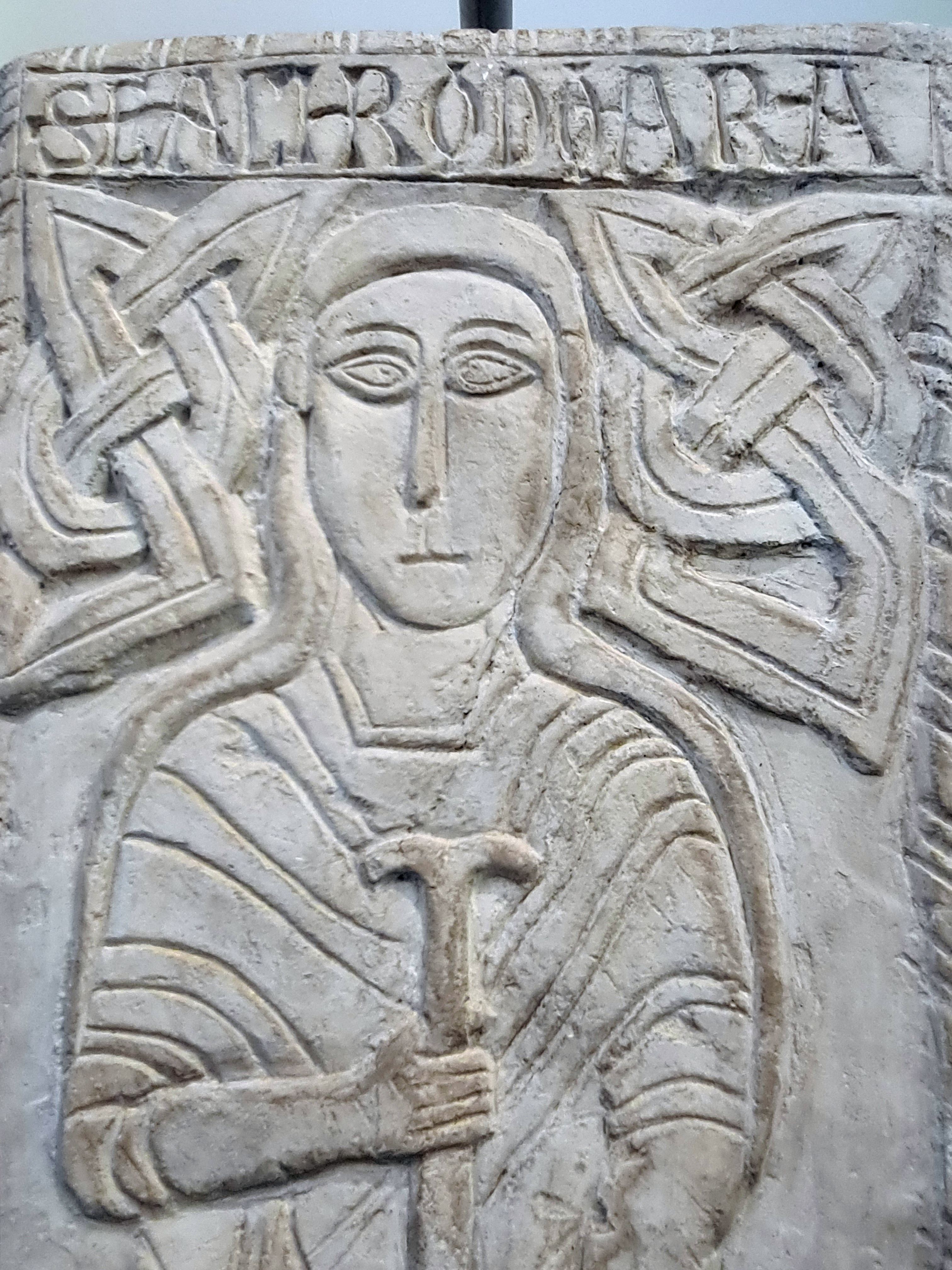
Detail des Sarkophagdeckels im Centre Charlemagne in Aachen

An der Stelle, an der der Sarkophag gefunden wurde, wurde das Stiftergrab erwartet. Die Untersuchungen legen eine Identität der Chrodoara mit Oda von Amay nahe. Die Heilige wäre dann Jahrhunderte hindurch unter einem Kosenamen verehrt worden und ihr Eigenname in Vergessenheit geraten. Für ihren Gatten Herzog Boggis wird der richtige merowingische Eigenname als Bodogisel angesetzt. In der Zusammenfassung ergibt sich folgende Vita der Chrodoara:
Chrodoara wurde um das Jahr 560 geboren. Sie heiratete Herzog Bodogisel von Aquitanien. Im Jahre 589 wurde sie nach kurzer Ehe Witwe, nahm den Schleier und führte ein frommes Leben. Sie starb nach längerer Witwenschaft vor dem Jahr 634.
Trapezoide Sarkophage kommen an der oberen Maas und der Mosel im 8. und 9. Jahrhundert häufig unverziert, mitunter auch verziert vor, so der Willibrord-Sarkophag in der Reichsabtei Echternach und die mit einem stilisierten Menschenbild gezierte Grabplatte von Faha, einem Ortsteil von Mettlach im Saarland.
Die Gebeine der hl. Oda wurden erhoben und um 1250 zur Verehrung in einen kostbaren Reliquienschrein umgebettet, der zu den bedeutenden Kunstschätzen der Stiftskirche Saint-Georges in Amay gehört und ein halbplastisches Bildnis der hl. Oda in Silber zeigt. Auch er ist heute leer und die Gebeine sind verloren.

## Belege
1. ↑  "Sancta Oda, uxor Boggis ducis Aquitanorum, sanctitate claret in Gallia, quae aecclesias Dei sua ditavit munificentia, et moriens in Leodicensi quievit parochia"
2. ↑  "Oda…Bohggis Aquitanorum ducis recens defuncti vidua"
3. ↑  Jacques Willems: Le Sarcophage de Sancta Chrodoara en l'eglise collegiale Saint-Georges d’Amay. Amay 1978 (Cercle Archéologique Hesbaye-Condroz, 15).
4. ↑  Jacques Stiennon, Le sarcopharge de Sancta Chrodoara à Saint-Georges d'Amay. Essai d'interprétation d'une découverte exceptionnelle. In: Comptes-rendus des séances de l'Académie des Inscriptions et Belles-Lettres, 123e année, N. 1, 1979, 10-31. (persee.fr)